# Дудучава, Александр Иосифович
Александр Иосифович Дудучава (груз. ალექსანდრე იოსების ძე დუდუჩავა; 1899, Квемо-Хети, Кутаисская губерния — 22 ноября 1937, Тбилиси) — советский грузинский искусствовед, литературовед, театральный критик, ректор Тбилисской академии художеств (1927—1930); профессор, член ВКП(б).

## Биография

Писатели — делегаты Первого съезда советских писателей. 1934 год, Москва. Александр Дудучава — в верхнем ряду седьмой справа.

В 1922 году окончил историко-филологический факультет Тбилисского университета (первый выпуск).
С 1927 по 1930 год был ректором Тбилисской академии художеств, где им в 1928 году был образован художественный фонд лучших работ учащихся и преподавателей, ставший впоследствии академическим музеем.
С 1932 по 1937 год был редактором газеты и журнала «Сабчота хеловнеба» («Советское искусство»). С 1933 года был профессором Тбилисского университета.
Участник Первого съезда советских писателей, проходившего в Москве с 17 августа по 1 сентября 1934 года.
В 1930-х опубликовал ряд трудов о грузинском театре, был автором работ по теории драмы, статей о театральных деятелях и спектаклях.
Арестован и расстрелян 22 ноября 1937 года.